# سانت إيلوا لوبوبو
نادي سانت إيلوا لوبوبو (بالفرنسية: FC Saint Éloi Lupopo) هو نادي كرة قدم كونغولي ديمقراطي ويقع مقر النادي في لوبومباشي. يلعب الفريق مبارياته المنزلية على ملعب النصر. سبق له ان فاز 6 مرات بالدوري الوطني الكونجولي.